# Потоп в Черно море
Потопът в Черно море е хипотеза за покачването на водите в Черно море преди около 8000 години.
Геологическата и историческата реалност на събитието до голяма степен са общоприети, но и до днес продължава научна дискусия относно темповете, мащабите и различни детайли. Счита се, че в късни геологически времена (преди около 10 000 – 20 000 години) на мястото на Черно море е имало сладководно езеро, а покачването на водите в Световния океан и Средиземно море довели до преливане на солена вода през Босфора. Различни теории свързват случилото се с библейския мит за потопа, а също и с разселването на индоевропейските народи.

## Контекст
След отминаването на последния ледников максимум започва покачване на водите в световния океан. Според текущо приети оценки в периода 18000 – 8000 пр.н.е. нивото им се повишава с около 120 m, съответстващо на темп 1.2 m на 100 г. или 1.2 cm годишно. Макар в геологически мащаби процесът да е много бърз, за неолитните популации, при средна продължителност на живота 30 – 35 г., той е трудно доловим. За възникването на събитие, което да бъде описано като потоп следва да са налице обстоятелства, каквито се предполага да съществуват при Черно море, докато глобалните параметри (време, ниво, темп) указват стойности, при които названието е неправомерно.
Ключов елемент за черноморския случай е историческата геоморфология на турския пролив, т.е. Дарданелите и най-вече Босфорът. Катастрофално развитие на събитията преполага, че там е съществувала преграда, която рязко да е изчезнала в момент, когато нивото на водите от юг и север значително се различават.

## Излагане на хипотезата
Хипотезата за потоп в Черно море е представена в сензационен вид от в. Ню Йорк Таймс през декември 1996 г., представяйки в аванс научна работа на Уилиям Райън, Уолтър Питман и Петко Димитров, която се появява няколко месеца по-късно. От тогава датира по-широкият интерес към историята, за която намират предшественици и последващи опровержения.
Заявка за приоритет има българският океанолог Петко С. Димитров, формулирал сходна идея в своята дисертация, защитена в Москва през 1979 г. През 1982 г. излиза негова статия „Радиовъглеродни датировки на дънни утайки от българския черноморски шелф“. През 2000 г., когато Райън и Питман публикуват книга, излагаща по-подробно материала, те обръщат внимание на работите на Димитров. Още същата година тяхната книга излиза в български превод с негов послеслов Петко Димитров публикува собствена книга в 2004 г., като е издадена също на руски и английски език. Междувременно са формулирани възражения срещу разни аспекти и се изяснява, че на руски език също е имало релевантни научни публикации, но са били игнорирани поради затруднен достъп до тяхното съдържание: представени с допълнения и актуални данни в 2007 г. в сборник със заглавието Въпросът за Потопа в Черно море.
В 2016 г. Райън, Димитров и др. публикуват обобщаваща работа, в която защитават своята позиция и привеждат аргументи за първоначалния катастрофически сценарий: оценката е за повишение от около 90 м., случило се за по-малко от 40 г. в епохата около 7300 г. пр.н.е.

## Проучвания и спорове
Геологически данни сочат, че през последните 500 000 години Черно море неколкократно е било изолирано и свързвано със средиземноморския басейн. Прецизното датиране на геологията около Босфора е ключов елемент в изясняването на проблема за последното покачване на водите в Черно море до нивото на световния океан.
След 2001 г. са проведени редица изследователски експедиции в Черно море. През периода 2005 – 2009 г., под егидата на ЮНЕСКО и Международния съюз на геолозите, е разгърнато интердисциплинарно проучване на Черноморския ареал и неговата история. Засиленото внимание към хидро- и геологията на черноморския ареал открива следи, указващи вероятно и на един по-ранен епизод с покачване на морското ниво, случил се в самия край на последния ледников период (15 000 – 13 000 пр. н. е.). В 2003 и 2007 г. Андрей Чепалига публикува изследвания, сочещи за мащабно преливане на вода от Каспийско море към Черно море.
В следващите години Фонд „Научни изследвания“ финансира проект „Древни брегови линии на Черно море и условия за човешко присъствие“ (ДО 02 – 337) с ръководител проф. Петко Димитров.
Успоредно през септември 2015 г. стартира и археологически проект The Black Sea Maritime Archaeology Project (Black Sea M.A.P.), предварителни резултати от който са докладвани година по-късно.
Сред първите възражения срещу хипотезата за потоп са, че ранното езеро е имало отток, така че през него лесно е могла обратно да прониква морска вода. По логичен път обаче теорията за потопа обяснява произхода на сероводорода в Черно море и образуването на сапропелните седименти.
С натрупването на нови данни и прецизиране на разнообразни измервания тежест добиват и възгледите за постепенно издигане на черноморските води, започнало по-рано и при по-малка разлика спрямо нивото на Средиземно море.
Почти единодушно се приема, че последното превръщане на Черноморския басейн от сладководно езеро в море започва преди около 9000 г. За нивата на водата и темповете на покачване остават разногласия.